# Yasser Rayyan
Yasser Anwar Rayyan (25 de março de 1970) é um ex-futebolista profissional egípcio que atuava como meia.

## Carreira
Yasser Rayyan se profissionalizou no Mansoura.

## Seleção
Yasser Rayyan integrou a Seleção Egípcia de Futebol na Copa das Confederações de 1999, no México.

## Títulos
Egito
- Copa das Nações Africanas: 1998